# Anton Ondruš
Anton Ondruš, (ur. 27 marca 1950 w Solčanach), były czechosłowacki piłkarz, występujący na pozycji stopera. Jego atrybuty fizyczne z czasów, kiedy grał w piłkę nożną, wynosiły 189 cm i 75 kg.
Karierę zaczynał w zespole Slovan Bratysława w roku 1970. Wraz z bratysławskim zespołem wywalczył mistrzostwo Czechosłowacji w 1974 i 1975 oraz w latach 1974 i 1976 Puchar Słowacji. W roku 1978 przeszedł do Dukli Bańska Bystrzyca, z którego już po pół roku wrócił do Slovana. W 1981 Ondruš wyjechał do Belgii, gdzie grał w zespole Club Brugge do roku 1982, kiedy to wybrał grę we francuskiej drużynie CS Thonon-les-Bains. W tej drużynie pełnił też funkcję grającego trenera. Ostatnim klubem Antona był szwajcarski FC Biel-Bienne, gdzie grał w latach 1987–1989.
W reprezentacji Czechosłowacji wystąpił 58 razy, zdobywając 9 goli. Większość z tych goli zdobył głową, wykorzystując swój wysoki wzrost w walkach o górne piłki. Wraz z Czechosłowacją wywalczył złoto na Euro 1976 w Jugosławii, gdzie Ondruš odegrał wielką rolę zdobywając gola w półfinałowym spotkaniu z Holandią (strzelił także również gola samobójczego, nie miał on jednak znaczenia, bowiem Czechosłowacja wygrała 3:1) oraz wykorzystując rzut karny w serii jedenastek w finale z RFN. Drugim jego sukcesem było także wywalczenia brązu na Euro 1980 we Włoszech, gdzie w meczu o trzecie miejsce Czechosłowacja pokonała gospodarzy po serii rzutów karnych 9:8. Jednym ze strzelców jedenastek był właśnie Ondruš, który pokonał Dino Zoffa.